# Маккартіс-Вілледж (Нью-Мексико)
Маккартіс-Вілледж (англ. McCartys Village) — переписна місцевість (CDP) в США, в окрузі Сібола штату Нью-Мексико. Населення — 360 осіб (2020).

## Географія
Маккартіс-Вілледж розташований за координатами 35°3′49″ пн. ш. 107°41′1″ зх. д. / 35.06361° пн. ш. 107.68361° зх. д. (35.063572, -107.683498).  За даними Бюро перепису населення США в 2010 році переписна місцевість мала площу 0,52 км², уся площа — суходіл.

## Демографія
Згідно з переписом 2010 року, у переписній місцевості мешкало 48 осіб у 14 домогосподарствах у складі 9 родин. Густота населення становила 93 особи/км².  Було 19 помешкань (37/км²).
Расовий склад населення:
| - 97,9 % — корінних американців - 2,1 % — білих |

До двох чи більше рас належало 0,0 %. Частка іспаномовних становила 2,1 % від усіх жителів.
За віковим діапазоном населення розподілялося таким чином: 27,1 % — особи молодші 18 років, 56,2 % — особи у віці 18—64 років, 16,7 % — особи у віці 65 років та старші. Медіана віку мешканця становила 35,5 року. На 100 осіб жіночої статі у переписній місцевості припадало 84,6 чоловіків;  на 100 жінок у віці від 18 років та старших — 118,8 чоловіків також старших 18 років.
За межею бідності перебувало 34,1 % осіб, у тому числі 55,6 % дітей у віці до 18 років та 21,7 % осіб у віці 65 років та старших.
Цивільне працевлаштоване населення становило 13 особи. Основні галузі зайнятості: освіта, охорона здоров'я та соціальна допомога — 100,0 %.